# Кли (Саона и Лоара)
Кли (фр. Clux) насеље је и општина у источном делу централне Француске у региону Бургоња, у департману Саона и Лоара која припада префектури Шалон сир Саон.
По подацима из 2011. године у општини је живело 114 становника, а густина насељености је износила 14,23 становника/km². Општина се простире на површини од 8,01 km². Налази се на средњој надморској висини од 193 метара (максималној 195 m, а минималној 176 m).

## Демографија
| 1962. | 1968. | 1975. | 1982. | 1990. | 1999. | 2011. |
| ----- | ----- | ----- | ----- | ----- | ----- | ----- |
| 106   | 109   | 77    | 77    | 92    | 104   | 114   |

График промене броја становника у току последњих година